# Methuselah-liknande proteiner
Metusalem-liknande proteiner är en familj av G-proteinkopplade receptorer som finns hos insekter och som spelar en roll i åldrande och reproduktion. Att motverka dessa receptorer kan förlänga djurets livslängd och göra det mer motståndskraftigt mot fria radikaler och svält, men också minska reproduktionen och öka köldkänsligheten. Den åldersberoende nedgången i luktsinne och motorisk funktion påverkas inte.
Methuselah-liknande proteiner är besläktade med G-proteinkopplade receptorer i sekretinreceptorfamiljen.